# Peter Herbolzheimer
Peter Alexandru Herbolzheimer (Bucarest, 31 de diciembre de 1935 – Colonia, 27 de marzo de 2010) fue un trombonista de jazz germanorumano.

## Biografía
Herbolzheimer nació en Bucarest, como padre de una madre rumana y un padre alemán. Su familia emigró en 1951 de Rumanía a Alemania Occidental. En 1953, se trasladó a los Estados Unidos, donde empezó a estudiar en el Highland Park high school de Michigan, graduándose en 1954. Fue miembro del grupo coral y de la orquesta y tocó la guitarra en bandas en Detroit. En 1957, volvió a Alemania donde empezó a tocar el trombón de pistones en diversos grupos. Volvió a Michigan, pero se le negó su visado.
Estudió un curso en el Conservatorio de Nuremberg. En la década de los 60, empezó a tocar en la orquesta de radio de Nuremberg y con la orquesta de Bert Kämpfert. En 1968, se se convirtió en miembro de la orquesta de foso del teatro de Hamburgo (Deutsches Schauspielhaus) dirigida por Hans Koller. En 1969, estuvo en la Rhythm Combination y en la big band Brass con el que escribió muchos de sus arreglos. A finales de los 70, la banda hizo giras con estrellas invitadas como Esther Phillips, Stan Getz, Nat Adderley, Gerry Mulligan, Toots Thielemans, Clark Terry y Albert Mangelsdorff. En los últimos años, la banda tovó en giras, shows de televisión y festivales de jazz. 
En 1972, Herbolzheimer escribió la música para la banda de Kurt Edelhagen en los Juegos Olímpicos de Múnich. En 1974la banda de Herbolzheimer participó en un concurso anual de televisión en el balneario belga Knokke, ganando el Premio Cisne de Oro. También ganó el Concurso Internacional de Compositores de Jazz 1974 en Mónaco. Los arreglos de Herbolzheimer combinan swing, música latina y música rock.
En la década de los 70 y 80, Herbolzheimer dirigió su orquesta para las cadenas de televisión alemanas con músicos invitados como Ella Fitzgerald, Benny Goodman, Sammy Davis Jr., Dizzy Gillespie y Al Jarreau. Entre 1987 y 2006, Herbolzheimer fue el director musical de la orquesta nacional juvenil de jazz de Alemania, la Bundes Jazz Orchester. Dirigió talleres regulares de big band de jazz. En 2007, fue elegido director musical, arreglista y director de la European Jazz Band y realizó una gira por toda Europa hasta 2009.

## Personal
Por su orquesta han pasado músico de la talla de Allan Botschinsky, Art Farmer, Dusko Goykovich, Palle Mikkelborg, Ack van Rooyen y Jiggs Whigham. La sección de ritmos consistía en dos teclados, guitarra, bajo, batería y percusión e incluyeron a Dieter Reith, Philip Catherine, Niels-Henning Ørsted Pedersen, Bo Stief, Alex Riel, Grady Tate y Nippy Noya.

## Discografía
- Soul Condor, 1970 (MPS)
- My Kind Of Sunshine, 1970 (MPS)
- Wide Open, 1973 (MPS)
- Waitaminute, 1973 (MPS)
- Scenes, 1974 (MPS)
- Live im Onkel Pö, 1975 (Polydor)
- The Catfish, 1975
- Hip Walk, 1976 (Polydor)
- Jazz Gala Concert 1976 – Koala Reco (Bellaphon)
- Touch Down, 1977
- Jazz Gala 77 – Telefunken/Decca
- I hear Voices, 1978 (Polydor)
- Quality, 1978 (Acanto/Bellaphon)
- Jazz Gala Concert 79 – Rare Bid/Bellaphon
- Toots Suite  – Alanna
- Dreißig Jahre – Live in Concert – Mons (SunnyMoon)
- Colours of a Band – Mons (SunnyMoon)
- Masterpieces – MPS-Record (Universal)
- Music for Swinging Dancers, 1984 (Koal Reco)
- Latin Groove, 1987 – Koala Reco (Bellaphon)
- Fat Man Boogie, 1981 – Koala Reco (Bellaphon)
- Fatman 2, 1983 – Koala Reco (Bellaphon)
- Bandfire, 1981 – Koala Reco (Bellaphon)
- Smile – Koala Reco (Bellaphon)
- Friends and Silhouettes – Koala Reco (Bellaphon)
- Big Band Bebop, 1984 – Koala/Bellaphon
- More Bebop, 1984 – Koala
- Harlem Story, 1984; Koala
- Colors of a Band, 1995 (with Dianne Reeves)